# Jacob Axel Staël von Holstein
Jacob Axel Staël von Holstein, född 1680 i Livland, död 19 mars 1730 i Stralsund, var en svensk officer. 
 Han var son till Jacob Staël von Holstein (född 1628, död 1679 i duell), bror till svensk friherre Otto Wilhelm Staël von Holstein och kusin till Georg Bogislaus Staël von Holstein.
Gift första gången med grevinnan Ulrika Augusta Amalia Lewenhaupt och andra gången med friherrinnan Anna Margareta von Krassow.,

## Militär karriär
Staël var kapten vid grenadjärerna vid general Berners regemente i Holstein och generaladjutant hos den polska kungen Stanisław I Leszczyński. Under sin militära bana var han bland annat med vid slaget vid Duna 9 juli och det andra slaget vid Höchstedt, även kallat slaget vid Blenheim den 13 augusti 1704.

## Duellen med Peder Tordenskjold
Den 9 november 1720 var Staël von Holstein på en bjudning hos kammarpresident baron von Görtz i Hannover, där en av gästerna, den dansk-norske viceamiralen Peder Tordenskjold, förolämpade honom. Staël von Holstein blev förnärmad och de båda männen började slåss. Slagsmålet avslutades med att Staël von Holstein krävde upprättelse genom duell. Det bestämdes att de skulle mötas den 12 november i en by 15 kilometer söder om Hannover som heter Laatzen. Klockan 5 på morgonen den 12 november blev Tordenskjold hämtad av sin för honom okände sekundant Münnichhausen. Det hade tidigare bestämts att duellen skulle utkämpas med pistol men då Tordenskjolds kammartjänare Christian Nielsen Kold överlämnade pistolen sade sekundanten att det inte skulle bli någon duell eftersom Staël von Holstein hade åkt till Hamburg. Sekundanten hävdade dock att Tordenskjold av formella skäl ändå måste åka till duellplatsen. Tordenskjold och hans kammartjänare åkte i vagn och sekundanten red till häst till duellplatsen. Då de kom fram försvann sekundanten men återkom en stund senare med beskedet att Staël von Holstein fanns på plats och var redo att börja duellera. Tordenskjold, som kommit till platsen utan sin pistol, fick därmed använda sin värja. Staël von Holstein var bättre rustad och hade en lång karolinervärja. Tordenskjold träffades av en kraftig stöt som gick in under armen, träffade ryggraden och dödade honom.